# Хаммерсмит и Фулем
Лондонский боро Хаммерсмит и Фулем (англ. London Borough of Hammersmith and Fulham, произношениео файле) — один из 32 лондонских боро, находится во внутреннем Лондоне.

## История
Район был сформирован в 1965, слиянием Хаммерсмита и Фулема, под названием Лондонский боро Хаммерсмит, пока его название не было изменено 1 января 1979 городским советом.

## Население
Численность населения в боро Хаммерсмит и Фулем составляет 182 400 человек. Из них 16,2 % составили дети (до 15 лет), 73,0 % лица трудоспособного возраста (от 16 до 64 лет) и 10,8 % лица пожилого возраста (от 65 лет и выше).

### Этнический состав
Основные этнические группы, согласно переписи 2007 года:
78,1 % — белые, в том числе 59,8 % — белые британцы, 3,9 % — белые ирландцы и 14,4 % — другие белые (поляки, американцы, австралийцы, новозеландцы, южноафриканцы, итальянцы, испанцы, французы, немцы);
9,7 % — чёрные, в том числе 4,4 % — чёрные африканцы (нигерийцы, ганцы, сомалийцы, танзанийцы), 4,4 % — чёрные карибцы (ямайцы) и 0,9 % — другие чёрные;
3,9 % — выходцы из Южной Азии, в том числе 1,9 % — индийцы, 1,2 % — пакистанцы и 0,8 % — бенгальцы;
3,8 % — метисы, в том числе 1,1 — азиаты, смешавшиеся с белыми, 1,1 % — чёрные карибцы, смешавшиеся с белыми, 0,6 % — чёрные африканцы, смешавшиеся с белыми и 1,0 % — другие метисы;
1,1 % — китайцы;
1,3 % — другие азиаты (ливанцы, сирийцы, иранцы);
2,0 % — другие.

### Религия
Статистические данные по религии в боро на 2011 год:
| Религия      | Хаммерсмит и Фулем % | Лондон % | Англия % |
| ------------ | -------------------- | -------- | -------- |
| Христианство | 54,1                 | 48,4     | 59,4     |
| Ислам        | 10,0                 | 12,4     | 5,0      |
| Индуизм      | 1,1                  | 5,0      | 1,5      |
| Буддизм      | 1,1                  | 1,0      | 0,5      |
| Иудаизм      | 0,6                  | 1,8      | 0,5      |
| Сикхизм      | 0,2                  | 1,5      | 0,8      |
| Другие       | 0,5                  | 0,6      | 0,4      |
| Нет религии  | 23,8                 | 20,7     | 24,7     |
| Не указана   | 10,1                 | 8,5      | 8,4      |

## Административное деление
С севера на юг:
- Уормвуд-Скрабс
- Уайт-Сити
- Шепердс Буш[англ.]
- Хаммерсмит
- Фулем

## Транспорт
Из центрального Лондона в боро Хаммерсмит и Фулем идут линии Дистрикт, Пикадилли и Хаммерсмит-энд-Сити лондонского метрополитена, а также Западная линия London Overground.

## Спорт
Фулем известен как местонахождение двух футбольных стадионов — «Стэмфорд Бридж» и «Крэйвен Коттедж», где проводят свои домашние матчи клубы Премьер-лиги «Челси» и «Фулхэм», соответственно. В районе также базируется клуб Чемпионшипа — Куинз Парк Рейнджерс.

## Галерея
- Стадион «Стэмфорд Бридж»
- Паб в Фулеме
- Парк Хаммерсмит
- Железнодорожная станция Хаммерсмит
- Мост Хаммерсмит